# Alberto Savinio
Alberto Savinio, właściwe Andrea Alberto de Chirico (ur. 25 sierpnia 1891 w Atenach, zm. 5 maja 1952 w Rzymie) – włoski pisarz, malarz, kompozytor i scenograf.
Urodził się w Grecji, jako trzeci syn Emmy Cervetto i Evaristo de Chirico, brat słynnego włoskiego malarza Giorgio de Chirico. Po śmierci ojca w 1905 rodzina przeniosła się do Wenecji i Mediolanu, a następnie do Monachium, gdzie zdobył staranne wykształcenie muzyczne. Jego nauczycielem był m.in. Max Reger. Tam też zadebiutował dwoma operami: Carmela i Il tesoro del Rampsenita.
W 1911 przeniósł się do Paryża, gdzie zaprzyjaźnia się z Picassem, Cendrarsem, Francis Picabia, Cocteau, Maxem Jacobem i Guillaume Apollinaire.
Od 1914 posługiwał się pseudonimem Alberto Savinio. Pozostawił około dwudziestu tomów pism, blisko tysiąc obrazów, a także partytury dzieł operowych i baletu.

## Dzieła
- Hermaphrodito (1918)
- La casa ispirata (1925)
- Angelica o la notte di maggio (1927)
- Tragedia dell'infanzia (1937)
- Achille innamorato (Gradus ad Parnassum) (1938)
- Dico a te, Clio (1940)
- Infanzia di Nivasio Dolcemare (1941)
- Narrate, uomini, la vostra storia (1942)
- Casa "La Vita" (1943)
- Ascolto il tuo cuore, città (1943)
- La nostra anima (1944)
- Sorte dell'Europa (1945)
- Introduction à une vie de Mercure (1945)
- Souvenirs (1945)
- I miei genitori, disegni e storie di Alberto Savinio (1945)
- Tutta la vita (1945)
- L'angolino (1950)

- Scatola sonora (1955)
- Vita dei fantasmi (1962)
- Nuova enciclopedia (1977)
- Torre di guardia (1977)
- Il signor Dido (1978)
- Vita di Enrico Ibsen (1979)
- Il sogno meccanico (1981)
- Palchetti romani (1982)
- Capri (1988)

## Dramaty
- La morte di Niobe (1925)
- Capitan Ulisse (1934)
- La famiglia Mastinu (1948)
- Emma B. vedova Giocasta (1949)
- Alcesti di Samuele (1949)
- Orfeo vedovo (1950)
- Vita dell'uomo (1950)

## Muzyka
- Persée, balet (1913)
- Deux amours dans la nuit, balet (1913)
- La Mort de Niobé (1913)
- Les chants de la Mi-Mort, opera (1914)
- Les Chants de la Mi-Mort (1914)
- Vita dell'uomo, balet (1948)
- Agenzia Fix, opera radiowa (1950)
- Cristoforo Colombo, opera radiowa (1952)
- Serenata